# Solà de Mont-rebei
El Solà de Mont-rebei, anomenat, per error, Molar de Mont-rebei en algun mapa, és un cim de 689,1 metres d'altitud que es troba a l'extrem nord-oriental del terme de Sant Esteve de la Sarga, a la vall de la Noguera Ribagorçana.
Es troba just al nord-est del lloc on hi ha les restes de la masia i del molí de Mont-rebei.